# Ferdinand Verschaeve
Ferdinand Verschaeve (Luik,  21 augustus 1876  - Sint-Job-in-'t-Goor 8 april 1914) was een Belgische luchtvaartpionier, testpiloot en vlieginstructeur. Hij was ook bekend als "Le Démon Liégeois" en "Le Diable Liégeois".

## Levensloop

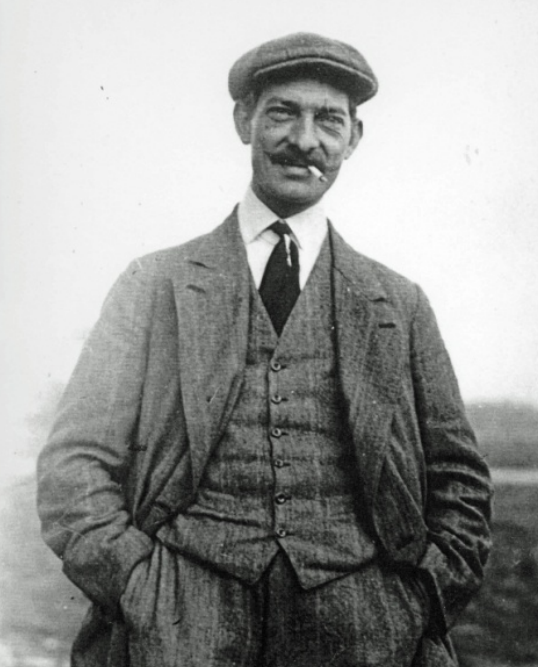

Ferdinand (Fernand) Jozeph Verschaeve zag het levenslicht op 21 augustus 1876 als zoon in het naar Luik uitgeweken gezin van vader Louis Verschaeve en moeder Victoire Joséphine Gilet.

### Motoren
Al van jongs af was de jongen geïnteresseerd in motoren. Op latere leeftijd werd hij dan ook een goed motorrijder en testrijder voor de Belgische fabrikant Ets. Saroléa. Nadat hij daar opstapte, gebruikte hij zijn ervaring bij de ontwikkeling van de Verschaeve & Truffaut motoren waarvan de oudste gekend is uit 1902. In 1905 deed hij op de Luikse vélodrome een poging om het snelheidsrecord te breken.

### Vliegen

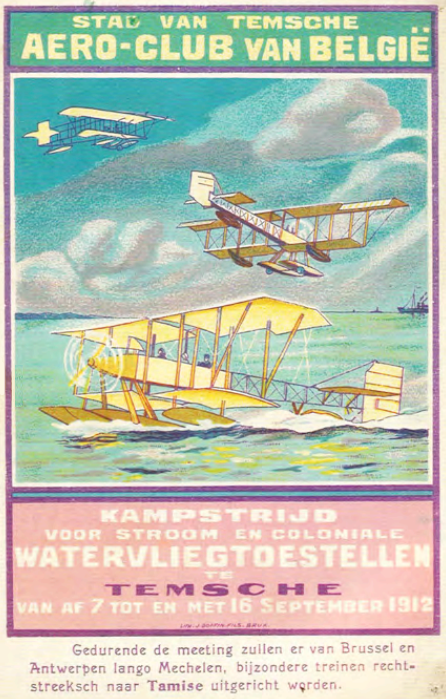

Op 23 augustus 1910 is het druk op het vliegveld van Kiewit en maakte Verschaeve er 3 vluchten terwijl Jules de Laminne (1876-1957) de oprichter van de lokale vliegschool er 11 en Lambiotte er 8 maakten. Kort daarna op 30 september behaalde Verschaeve zijn vliegbrevet. Hiermee was hij de 17de eigenaar van een Belgisch vliegbrevet en mocht hij officieel beginnen vliegen. Tijdens de Internationale Vliegweek van Kiewit tussen 8 en 16 oktober 1910 overleefde de Luikse Duivel een crash nabij het Nederlandse Maastricht. Een jaar later op 10 september 1911 vloog hij opnieuw vanaf Kiewit en deze keer zonder problemen.  

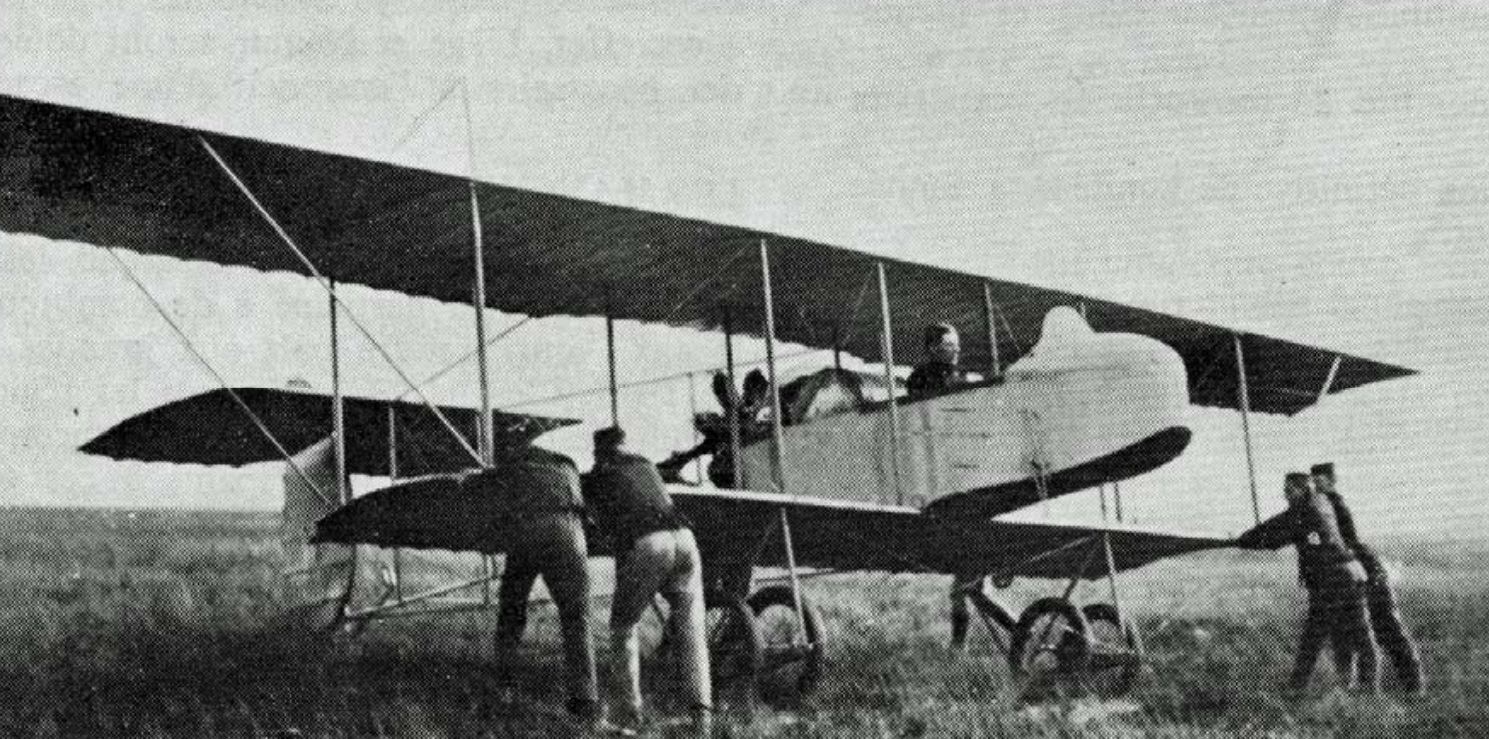
Jéro-Farman HF20 te Kiewit

In maart 1912 werd Verschaeve aangenomen als chefpiloot en vlieginstructeur bij de firma Bollekens - Jéro. Begin september van hetzelfde jaar probeerde hij met een tot watervliegtuig omgebouwd toestel deel te nemen aan de "Kampstrijd voor stroom en coloniale watervliegtuigen" te Temse. Gezien ze niet mochten starten omdat hun toestel buiten de reglementaire tijd aankwam, gaven Fernand Verschaeve en René Vertongen met hun toestel de hele dag demonstraties boven de Schelde ter hoogte van Antwerpen.
Verschaeve vestigde op 22 december 1912 te Sint-Job een wereldrecord van duur en hoogte met vier passagiers: 37 minuten 6 seconden en 596m.
Hij ontving de Brichartprijs als piloot die van 1910 tot en met 1912 in een vlucht van minstens een half uur het grootste nuttige gewicht vervoerde. Dit was met 264 kg.  

Gezien hij actief was in dezelfde leefwereld als den Antwerpschen Duivel Jan Olieslagers geraakt hij er erg goed mee bevriend. Samen met Jan trok hij naar Rotterdam voor vliegshows op het terrein Woudestein aan de Honingerdijk waar ook de Nederlander Jan van Bussel (geboren Joseph Maurer) deelnam.
Bij het testen op 8 april 1914 van het nieuwe militaire vliegtuig type Jéro-Farman HF20 (23Bis), stortte hij neer en overleefde zijn verwondingen niet.

## Postuum
Hij werd origineel begraven op het Kielkerkhof en bij de sluiting hiervan in de jaren 1930 overgebracht naar de begraafplaats Schoonselhof perk Z1. Op zijn monument prijkt een bronzen plaket ontworpen door Emiel Jespers.
Op de aérodrome van Kiewit-Hasselt werd een hangar naar hem vernoemd. Deze geraakte beschadigd toen op 9 juli 1914 Raymond Hubert en Lucien Poot met hun Farman HF 20 bij het opstijgen afweken en tegen de hangar crashten. Hierbij kwam Raymond Hubert om het leven.

## Galerij

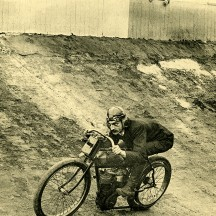
1905 Vélodrome Luik
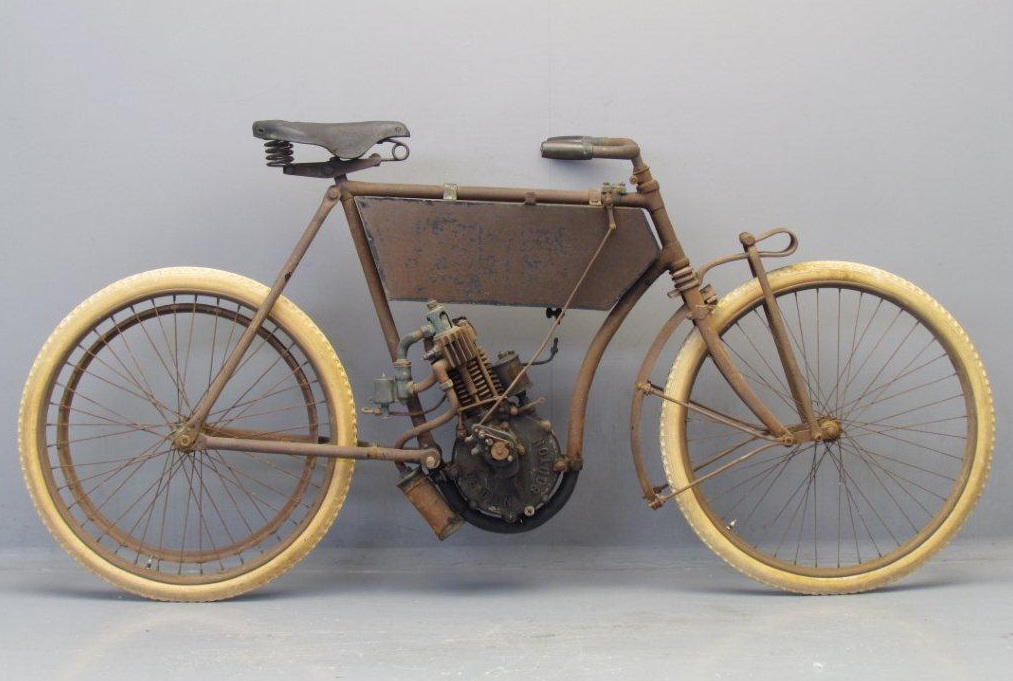
Verschaeve & Truffaut uit 1902 met een 400 cc De Dion-Bouton AIV motor